# Bartosz Korzeniewski
Bartosz Adam Korzeniewski (ur. 24 grudnia 1973 w Poznaniu, zm. 18 marca 2025) – polski filozof, dr hab. nauk humanistycznych, profesor uczelni Wydziału Antropologii i Kulturoznawstwa Uniwersytetu im. Adama Mickiewicza w Poznaniu.

## Życiorys
W 1997 ukończył studia na Uniwersytecie im. Adama Mickiewicza w Poznaniu. 26 kwietnia 2004 obronił pracę doktorską, 14 czerwca 2011 otrzymał w Szkole Wyższej Psychologii Społecznej stopień doktora habilitowanego na podstawie oceny dorobku naukowego i pracy Transformacja pamięci. Przewartościowania w pamięci przeszłości a wybrane aspekty funkcjonowania dyskursu publicznego o przeszłości w Polsce po 1989 roku. Pracował na stanowisku profesora uczelni na Wydziale Antropologii i Kulturoznawstwa Uniwersytetu im. Adama Mickiewicza w Poznaniu.
Był także zatrudniony na stanowisku adiunkta w Akademii Humanistycznej i Ekonomicznej w Łodzi, oraz pracował w Instytucie Zachodnim Naukowym i Badawczym im. Zygmunta Wojciechowskiego.
W 2022 został odznaczony Krzyżem Kawalerskim Orderu Odrodzenia Polski.
Pochowany został 24 marca 2025 roku na cmentarzu naramowickim w Poznaniu.

## Publikacje
- 2005: Polityczne rytuały pokuty w świetle przemian kulturowych późnej nowoczesności[1]
- 2005: Pamięć zbiorowa we współczesnym dyskursie humanistycznym[1]
- 2006: Pamięć zbiorowa jako zagadnienie współczesnej humanistyki[1]
- 2009: Pamięć o Holocauście a granice interpretacji w pospolitycznym świecie[1]